# Marché obligataire
Le marché obligataire est le marché sur lequel les entreprises ainsi que les États se financent, les investisseurs y déterminant les rendements obligataires.

## Histoire

### Genèse du marché obligataire
Le rôle historique des marchés obligataires était d'abaisser le coût de la dette royale, sans forcément y parvenir à leurs débuts. Henri II à Lyon a lancé en 1555, le premier marché obligataire, qui visait à offrir une liquidité au Grand Parti de Lyon, un emprunt de deux millions d'écus sur 11 ans, à intérêt de 16 %, « taux très supérieur aux précédents », de 12 % en moyenne. Les trois-quarts de l'emprunt sont d'anciens crédits, rassemblés et refondus. Jusque-là, le déficit royal était comblé par des emprunts à trois mois, renouvelés à l'échéance.

### Marché obligataire moderne
La crise de 1866 a été aggravée par l'imprévisible victoire prussienne à la Bataille de Sadowa, qui renverse complètement la tendance sur les marchés obligataires : ils repartent très fortement à la hausse, après avoir été vendus à découvert: le 5 juillet 1866, le cours de l'emprunt français à 3 % bondit, montant de 64,40 francs à 70 francs, soit une progression de presque 10 % en une seule journée. Parallèlement, le cours de l'emprunt italien à 5 % passe de 42,60 à 70, soit une progression de presque 40 % en une seule séance.
Le 15 juillet 1870, les crédits militaires de la Guerre de 1870 sont votés au terme de deux semaines d'agitation nationaliste, dominées par l'épisode de la Dépêche d'Ems, qui ont vu le cours de l'emprunt d'État français à 3 % perdre plus de 10 %, passant de 72,85 francs le 1er juillet à 65,25 francs le 15 juillet.

### Marché obligataire contemporain
Les marchés obligataires se développent considérablement à partir des années 2000, notamment dans les pays en développement. La Chine est la principale responsable de l'augmentation de la part de ces pays dans le total des pays émetteurs et détenteurs de dette obligataire. Les pays européens qui disposent d'une tradition d'endettement bancaire plutôt qu'obligataire ont aussi vu le développement de leur marché obligataire dans les années 2000.

## Produits traités
| Signification de la note                         | Moody’s    | Moody’s             | Standard & Poor’s | Standard & Poor’s | Fitch Ratings | Fitch Ratings |
| Signification de la note                         | Long terme | Court terme         | Long terme        | Court terme       | Long terme    | Court terme   |
| ------------------------------------------------ | ---------- | ------------------- | ----------------- | ----------------- | ------------- | ------------- |
| Prime Première qualité                           | Aaa        | P-1 Prime -1        | AAA               | A-1+              | AAA           | F1+           |
| High grade Haute qualité                         | Aa1        | P-1 Prime -1        | AA+               | A-1+              | AA+           | F1+           |
| High grade Haute qualité                         | Aa2        | P-1 Prime -1        | AA                | A-1+              | AA            | F1+           |
| High grade Haute qualité                         | Aa3        | P-1 Prime -1        | AA−               | A-1+              | AA−           | F1+           |
| Upper medium grade Qualité moyenne supérieure    | A1         | P-1 Prime -1        | A+                | A-1               | A+            | F1            |
| Upper medium grade Qualité moyenne supérieure    | A2         | P-1 Prime -1        | A                 | A-1               | A             | F1            |
| Upper medium grade Qualité moyenne supérieure    | A3         | P-2                 | A−                | A-2               | A−            | F2            |
| Lower medium grade Qualité moyenne inférieure    | Baa1       | P-2                 | BBB+              | A-2               | BBB+          | F2            |
| Lower medium grade Qualité moyenne inférieure    | Baa2       | P-3                 | BBB               | A-3               | BBB           | F3            |
| Lower medium grade Qualité moyenne inférieure    | Baa3       | P-3                 | BBB−              | A-3               | BBB−          | F3            |
| Non-investment grade, speculative Spéculatif     | Ba1        | Not prime Non prime | BB+               | B                 | BB+           | B             |
| Non-investment grade, speculative Spéculatif     | Ba2        | Not prime Non prime | BB                | B                 | BB            | B             |
| Non-investment grade, speculative Spéculatif     | Ba3        | Not prime Non prime | BB−               | B                 | BB−           | B             |
| Highly speculative Très spéculatif               | B1         | Not prime Non prime | B+                | B                 | B+            | B             |
| Highly speculative Très spéculatif               | B2         | Not prime Non prime | B                 | B                 | B             | B             |
| Highly speculative Très spéculatif               | B3         | Not prime Non prime | B−                | B                 | B−            | B             |
| Risque élevé                                     | Caa1       | Not prime Non prime | CCC+              | C                 | CCC           | C             |
| Ultra spéculatif                                 | Caa2       | Not prime Non prime | CCC               | C                 | CCC           | C             |
| En défaut, avec quelques espoirs de recouvrement | Caa3       | Not prime Non prime | CCC−              | C                 | CCC           | C             |
| En défaut, avec quelques espoirs de recouvrement | Ca         | Not prime Non prime | CC                | C                 | CC            | C             |
| En défaut, avec quelques espoirs de recouvrement | C          | Not prime Non prime | C/CI/R            | C                 | C             | C             |
| En défaut sélectif                               | C          | Not prime Non prime | SD                | D                 | RD            | D             |
| En défaut                                        | C          | Not prime Non prime | D                 | D                 | D             | D             |

Lorsqu'un État ou une entreprise souhaite s'endetter, elle peut émettre une obligation, typiquement assortie d'un taux d'intérêt et d'une date de remboursement de sa valeur nominale. Les créanciers potentiels peuvent ainsi décider d'acheter les dites obligations, sur base du rendement espéré, lui-même fonction du risque de défaut (cessation de paiement ou faillite) de l'entreprise.
Les agences de notation ont pour activité d'évaluer cet aspect du risque, tant pour les États que pour les principales entreprises émettant des obligations. Au début des années 2010, trois agences se partagent 90 % du marché : Fitch, Moody’s et Standard and Poor's. Chaque agence utilise sa propre codification de notation.
En juillet 2011, les obligations des États représentaient 46 % du marché obligataire mondial.
S'échangent aussi sur les marchés obligataires : 
- avant tout des produits dérivés :
  - futures sur emprunts d'État, qui en sont le marché directeur ;
  - Swaps de taux d'intérêt ;
  - des credit default swaps et autres dérivés de crédit ;

## Distinction marché primaire, marché secondaire
Pour les obligations (comme c'est le cas aussi pour les actions) :
- l'expression marché primaire désigne les émissions de nouvelles obligations, dont le placement auprès des investisseurs institutionnels et, éventuellement, particuliers, est assuré, généralement en prise ferme par un groupe de banques d'investissement choisies par l'émetteur.
- l'expression marché secondaire désigne les transactions sur les obligations déjà émises.

## Marché directeur
Aux États-Unis et dans la zone euro, ainsi que, dans une moindre mesure, au Japon et en Grande-Bretagne, il existe en permanence deux marchés de référence des taux d'intérêt de 0 à 30, voire 50 ans, d'une très grande liquidité :
- celui des principaux emprunts d'État ;
- celui des swaps contre IBOR.

Pour les taux d'intérêt des autres devises, cela est un peu moins vrai.  
Le marché des emprunts d'État fournit les taux d'intérêt sans risque ; celui des swaps les taux d'intérêt interbancaires. 
Les taux des emprunts d'État à taux fixe se forment suivant l'offre et la demande instantanée sur les contrats à terme (ou futures) :
- pour la zone euro, sur les contrats à terme sur emprunts d'État allemand (Bund et Bobl, essentiellement) ;
- aux États-Unis, sur les contrats à terme du CBOT portant sur T-Notes.

Ces contrats à terme sont les véritables marchés directeurs des taux d'intérêt à moyen et long terme. Ils donnent des points d'ancrage aux courbes des taux.

## Formation des prix des obligations
Le prix des obligations conditionne les rendements obligataires appelés aussi « taux d'intérêt à long terme », par opposition aux « taux d'intérêt à court terme » fixés par la Banque centrale.
La valorisation d'un instrument à taux fixe comportant un risque de crédit (prêt, obligation, etc) s'effectue théoriquement en :
- actualisant l'échéancier des flux financiers de l'instrument avec les coefficients d'actualisation applicables aux emprunts d'État ;
- en lui ajoutant une prime de liquidité, c'est-à-dire une estimation du coût de négociation de l'instrument ;
- et enfin en ajoutant une estimation de l'espérance mathématique du risque de défaut de l'emprunteur pendant la durée du prêt.

En pratique, la modélisation des risques de crédit posés par les entreprises étant compliquée et malaisée, prime de liquidité et espérance mathématique du risque de défaut sont souvent remplacés dans l'esprit des opérateurs par une valeur globale, dite credit spread en anglais et spread de crédit en franglais des marchés de capitaux. Celui-ci s'établit avant tout par comparaison avec la manière dont des dettes comparables sont déjà évaluées par le marché.